# بويد نورتن
بويد نورتن (بالإنجليزية: Boyd Norton)‏ هو مصور أمريكي، ولد في 8 أبريل 1936.

## وصلات خارجية
- الموقع الرسمي